# Coming to America
Coming to America (conocida en España como El príncipe de Zamunda y en Hispanoamérica como Un príncipe en Nueva York y Vamos a América) es una película de comedia estadounidense de 1988 dirigida por John Landis y protagonizada por Eddie Murphy, Shari Headley y Arsenio Hall. 
La cinta fue lanzada en Estados Unidos el 29 de junio de 1988. Eddie Murphy interpreta a Akeem Joffer, el príncipe heredero de la ficticia nación africana de Zamunda, que llega a los Estados Unidos con la esperanza de encontrar una mujer con la que pueda casarse.
En esta película aparecieron tres actores en roles secundarios cuya carrera se consolidó a la postre de este filme: Cuba Gooding Jr, Eriq La Salle y Samuel L. Jackson.
Una secuela, Coming 2 America, salió a la luz en el año 2021.

## Argumento
Akeem (Eddie Murphy) es el príncipe de Zamunda, un ficticio reino africano. Según la tradición de la familia real del país, el día en que el heredero al trono cumple 21 años, en un matrimonio concertado desde su nacimiento, debe casarse con Imani Izzi (Vanessa Bell Calloway), hija del coronel Izzi (Calvin Lockhart). Como él no acepta esta costumbre, decide hacer un viaje a Estados Unidos, para encontrar a una mujer que quiera y ame de verdad, para convertirla en su esposa. La ciudad a la que viaja la elige al azar tirando una moneda: Nueva York es la elegida y el distrito seleccionado es Queens, buscando a conciencia en un mapa con más detalle, ya que piensa que allí está el lugar idóneo para la tarea que persigue, encontrar a la que será su reina. El rey Jaffe Joffer (James Earl Jones) acepta que su hijo haga el viaje para que "eche una real cana al aire" y al regresar se case con su prometida. Para asegurarse de que Akeem esté protegido en Nueva York, hace que su ayudante Semmi (Arsenio Hall) lo acompañe.
Cuando Akeem y Semmi llegan a Nueva York, saliendo del aeropuerto toman un taxi y Akeem le dice al taxista (Jake Steinfeld) que lo lleve a Queens, y ya estando instalados en el barrio allí conocen a un grupo de personajes divertidos y diversos, como el dueño y arrendador del edificio (Frankie Faison), Clarence el barbero y Morris (interpretados por Murphy y Hall, respectivamente), los cuales los llevan a que conozcan a la familia McDowell y con los cuales viven diferentes situaciones. La familia McDowell está integrada por Cleo McDowell (John Amos), dueño del restaurante de hamburguesas McDowell y jefe de Akeem y Semmi, un hombre un poco ambicioso y bueno que quiere el bienestar y la felicidad de sus dos hijas; Lisa McDowell (Shari Headley), una chica independiente, bondadosa y con ideales muy firmes; y Patrice McDowell (Allison Dean), una chica ambiciosa y liberal, quien tendrá un interés en Akeem, cuando lo conoce y que después desaparecerá y el tiempo hará que entre Lisa y Akeem surja una amistad que se convertirá en amor, viendo que ambos son muy afines en su forma de pensar, de ser y de actuar, lo cual logrará que Lisa elija a Akeem sobre su novio Darryl Jenks (Eriq La Salle), un hombre inmaduro, tacaño y posesivo, y con una posición económica aparentemente mejor que Akeem. Gracias a la intervención de la reina Aoleon (Madge Sinclair) con el rey Jaffe Joffer y los McDowell, hará posible que el matrimonio entre Lisa y Akeem se realice.

## Reparto

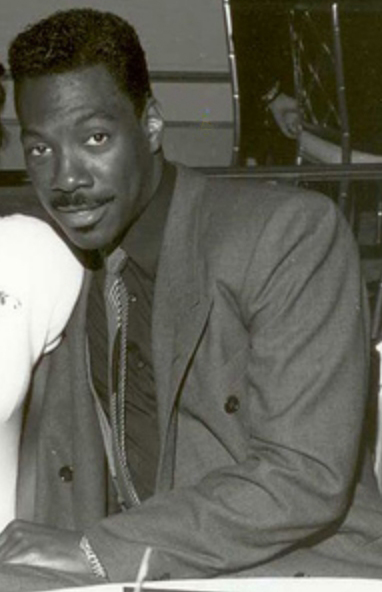
Eddie Murphy interpretó varios personajes en la película, algo que se convirtió en una marca registrada del actor en sus siguientes producciones.

- Eddie Murphy como Akeem Joffer, príncipe de Zamunda / Randy Watson, un cantante de soul, líder de la banda Sexual Chocolate.[1] Eddie Murphy también interpreta a Saul, cliente del barbero y a Clarence, el dueño de la barbería.[2][3]
- Shari Headley como Lisa McDowell, interés romántico de Akeem.
- Arsenio Hall como Semmi, amigo de Akeem / Reverendo Brown /[4] Morris el barbero / Chica del club.[5][6]
- Eriq La Salle como Darryl Jenks, novio de Lisa.
- James Earl Jones como Jaffe Joffer, padre de Akeem y rey de Zamunda.[7]
- Madge Sinclair como Aoleon, madre de Akeem y reina de Zamunda.
- John Amos como Cleo McDowell, padre de Lisa.
- Vanessa Bell Calloway como Imani Izzi, esposa arreglada para Akeem.
- Paul Bates como Oha, un sirviente del rey.
- Allison Dean como Patrice McDowell, hermana menor de Lisa.
- Frankie Faison como el dueño del hotel.
- Samuel L. Jackson como el ladrón del restaurante.
- Cuba Gooding Jr. como el joven cliente de la barbería.
- Vondie Curtis-Hall como el vendedor en el juego de basketball.

## Recepción
Coming To America recibió en general una respuesta positiva por parte de la crítica y fue un éxito de taquilla, aunque tuvo algunos detractores puntuales. El sitio web especializado Rotten Tomatoes le da a la cinta una puntuación del 68%, basada en reseñas de 37 críticos.
Sheila Benson, de Los Angeles Times, se refirió a la película como una "vacía y cansada historia de hadas de Eddie Murphy". Vincent Canby, en una reseña para The New York Times, afirmó que la idea era interesante pero que el guion nunca la aprovechó.
Siskel & Ebert tuvieron opiniones encontradas al respecto. Siskel disfrutó las actuaciones de Murphy y Hall pero Ebert se mostró decepcionado con la actuación de Murphy y con la poca originalidad del guion.

## Fechas de estreno mundial
| País                                                                          | Fecha de estreno                   |
| ----------------------------------------------------------------------------- | ---------------------------------- |
| Alemania                                                                      | Jueves 1 de septiembre de 1988     |
| Argentina                                                                     | Jueves 10 de noviembre de 1988     |
| Australia                                                                     | Jueves 25 de agosto de 1988        |
| Austria                                                                       | Viernes 2 de septiembre de 1988    |
| Bélgica                                                                       | Miércoles 31 de agosto de 1988     |
| Belice · Costa Rica · El Salvador · Guatemala · Honduras · Nicaragua · Panamá | Miércoles 21 de septiembre de 1988 |
| Brasil                                                                        | Jueves 27 de octubre de 1988       |
| Chile                                                                         | Viernes 30 de septiembre de 1988   |
| Colombia                                                                      | Jueves 22 de septiembre de 1988    |
| Dinamarca                                                                     | Viernes 16 de septiembre de 1988   |
| Ecuador                                                                       | Miércoles 19 de octubre de 1988    |
| Egipto                                                                        | Lunes 3 de abril de 1989           |
| España                                                                        | Viernes 16 de septiembre de 1988   |
| Estados Unidos · Canadá                                                       | Miércoles 29 de junio de 1988      |
| Filipinas                                                                     | Miércoles 16 de mayo de 1990       |
| Finlandia                                                                     | Viernes 23 de septiembre de 1988   |
| Francia                                                                       | Miércoles 24 de agosto de 1988     |

| País                 | Fecha de estreno                 |
| -------------------- | -------------------------------- |
| Grecia               | Viernes 7 de octubre de 1988     |
| Hong Kong            | Jueves 17 de noviembre de 1988   |
| India                | Viernes 6 de abril de 1990       |
| Israel               | Viernes 2 de septiembre de 1988  |
| Italia               | Viernes 30 de septiembre de 1988 |
| Japón                | Sábado 17 de diciembre de 1988   |
| Líbano               | Viernes 4 de noviembre de 1988   |
| Malasia              | Jueves 17 de noviembre de 1988   |
| México               | Jueves 19 de enero de 1989       |
| Noruega              | Jueves 20 de octubre de 1988     |
| Nueva Zelanda        | Viernes 27 de enero de 1989      |
| Países Bajos         | Jueves 6 de octubre de 1988      |
| Perú                 | Jueves 19 de enero de 1989       |
| Portugal             | Viernes 30 de septiembre de 1988 |
| Reino Unido Irlanda  | Viernes 5 de agosto de 1988      |
| República Dominicana | Jueves 29 de septiembre de 1988  |
| Singapur             | Jueves 17 de noviembre de 1988   |
| Sudáfrica            | Viernes 14 de octubre de 1988    |
| Suecia               | Viernes 21 de octubre de 1988    |
| Suiza                | Viernes 2 de septiembre de 1988  |
| Tailandia            | Sábado 29 de octubre de 1988     |
| Taiwán               | Sábado 24 de septiembre de 1988  |
| Turquía              | Viernes 10 de agosto de 1990     |
| Uruguay              | Domingo 25 de diciembre de 1988  |
| Venezuela            | Miércoles 5 de octubre de 1988   |

## Serie y otras películas
En 1989 se realizó un piloto para un programa de televisión derivado de la película, aunque nunca se materializó en una serie.
James Earl Jones y Madge Sinclair volverían a trabajar juntos como pareja amorosa en la película animada de Disney de 1994 El rey león, interpretando a Mufasa y a Sarabi, respectivamente.
Los personajes de Randolph y Mortimer Duke, de la película Trading Places, aparecen en esta película, interpretados por los mismos actores, Ralph Bellamy y Don Ameche, como los dos indigentes a quienes el Príncipe Akeem Eddie Murphy da un cuantioso donativo.